# Paradosso della Carta
Il Paradosso della Carta è una variazione non autoreferenziale del Paradosso del Mentitore formulata da Philip Jourdain. È anche conosciuto come il paradosso della cartolina o paradosso di Jourdain.

## Il paradosso
La formulazione originale di Jourdain il paradosso è:
supponiamo ci sia una carta con frasi scritte su entrambe le facce
| Fronte: | La frase sull'altra facciata di questa carta è Vera.  |
| Retro:  | La frase sull'altra facciata di questa carta è Falsa. |

Altre versioni, più formalizzate, lo esprimono come:
- "(1) L'enunciato (2) è Vero"
- "(2) L'enunciato (1) è Falso"

Provando ad assegnare valori di verità ai due enunciati si incorre in un'antinomia.
	Se la prima è vera, allora deve esserlo anche la seconda. Ma se la seconda è vera, allora la prima è falsa. Da ciò si implica che se il primo enunciato è vero, allora è falso, e ciò è un assurdo.
	Se la prima è falsa, allora anche la seconda deve essere falsa. Ma se la seconda è falsa, allora la prima è vera. Segue che se il primo enunciato è falso, allora è vero, il che è nuovamente un assurdo.
Lo stesso meccanismo è presente nel secondo enunciato. Nessuno dei due enunciati usa l'autoriferimento, al contrario questo è un caso di riferimento circolare, di cui uno dei primi esempi è il paradosso del ponte di Buridano. Jourdain nel 1913 riformulò infatti quest'ultimo per enunciare il proprio paradosso, eliminando il riferimento a Socrate e Platone al posto di fronte e retro, o di 1 e 2, e lo semplificandolo eliminando l'uso dei futuri contingenti nella propria antinomia. Paradosso di Yablo è una riformulazione di questo paradosso che non fa uso del riferimento circolare.